# 批判的言説分析
批判的言説分析（英語: Critical discourse analysis、CDA）は、「社会慣習の一形式としての言語」(Fairclough 1989: 20) と、社会的・政治的支配がテクストと対話によって再生産される方法に焦点を当てた言説を研究するための学際的なアプローチである。CDA は、制度的に統制された言語的・社会的資源へのアクセスに不平等なところがあるという考えのもとに出来上がった。言説とコミュニカティヴな出来事へのアクセスのパターンは、CDA にとって重要な成分である。

## 背景
CDA は、人文科学と社会科学のいくつかの学術分野（例えば、"critical linguistics"）で発達した。
Fairclough (1989/2001, 1995) は、 言説を研究するための三次元の枠組みを明瞭に表現している (1995: 2)。
CDA のアプローチは言語理論に加えて、 言説に関与しているイデオロギーと権力の関係を調べるために、社会理論から引き出されている。Fairclough (1989: 15) は、「言語はイデオロギーの主要な領域であることと、権力闘争の場と利害関係の両方であることを通して社会的なものとつながっている」と特筆している。van Dijk (1998) は、グループの社会的表象の基礎としてイデオロギーを明瞭に表現していて、より一般的には、社会構造と言説構造の間にある社会的認知の接触面を主唱する。Ruth Wodak は、人種差別や反ユダヤ主義に関しての研究で示したように、批判的な言説研究において歴史の局面の重要性を強調している。また、Norman Fairclough を中心に本格的にマスメディアの言説分析への応用が図られている。

## 方法論
時々、CDA は言説分析の代表的な「方法」であると誤解されるが、一般的にCDA は、言説が社会的・政治的不平等、権力の乱用または支配を再生産する（抵抗する）方法への洞察が適切に関連付けられて生産される限り、言説研究・人文科学・社会科学におけるいかなる明晰な方法が CDA の研究で使われてもよいという点で合意がなされている。つまり、CDA はその分析をテクストまたはトークといった特定の構造に制限するのではなく、体系的にそれらの構造を社会的・政治的コンテクストの構造に関連づけるのである。

## 著名な学者
- Theo Van Leeuwen
- James Paul Gee
- Gunther Kress
- Lilie Chouliaraki
- Mary Talbot
- Ernesto Laclau
- Teun A. van Dijk
- Paul Chilton
- Norman Fairclough
- Ruth Wodak
- Christina Schäffner
- Roger Fowler
- Robert Hodge
- de:Siegfried Jäger